# Championnats du monde de patinage artistique 2014
Navigation
Mondiaux 2013 Mondiaux 2015
Les Championnats du monde de patinage artistique 2014 ont lieu du 24 au 30 mars 2014 à la Super Arena de Saitama au Japon. Le pays du Soleil Levant devait organiser les championnats du monde 2011 mais ceux-ci furent déplacés à Moscou en Russie à la suite du séisme de la côte Pacifique du Tōhoku.
C'est la sixième fois que le Japon organise les championnats du monde de patinage artistique après les éditions de 1977, 1985, 1994, 2002 et 2007.

## Qualifications
Les patineurs sont éligibles à l'épreuve s'ils représentent une nation membre de l'Union internationale de patinage (International Skating Union en anglais) et s'ils ont atteint l'âge de 15 ans avant le 1er juillet 2013. Les fédérations nationales sélectionnent leurs patineurs en fonction de leurs propres critères, mais l'Union internationale de patinage exige un score minimum d'éléments techniques (Technical Elements Score en anglais) lors d'une compétition internationale avant les championnats du monde.

### Score minimum d'éléments techniques
L'Union internationale de patinage stipule que les notes minimales doivent être obtenues lors d'une compétition internationale senior reconnue par elle-même au cours de la saison en cours ou précédente. 
| Score minimum d'éléments techniques                                                         | Score minimum d'éléments techniques | Score minimum d'éléments techniques |
| Discipline                                                                                  | Programme court                     | Programme libre                     |
| Messieurs                                                                                   | 34.00                               | 63.00                               |
| Dames                                                                                       | 26.00                               | 46.00                               |
| Couples                                                                                     | 24.00                               | 41.00                               |
| Danse sur glace                                                                             | 28.00                               | 38.00                               |
| ------------------------------------------------------------------------------------------- | ----------------------------------- | ----------------------------------- |
| Les scores des programmes courts et libres peuvent être obtenus à différentes compétitions. |                                     |                                     |

### Nombre d'inscriptions par discipline
Sur la base des résultats des championnats du monde 2013, l'Union internationale de patinage autorise chaque pays à avoir de une à trois inscriptions par discipline.
| Entrées                                                    | Messieurs                                   | Dames                      | Couples                            | Danse sur glace           |
| ---------------------------------------------------------- | ------------------------------------------- | -------------------------- | ---------------------------------- | ------------------------- |
| 3                                                          | Japon États-Unis                            | Japon Russie États-Unis    | Canada Chine Russie                | Canada Russie États-Unis  |
| 2                                                          | Canada Chine Tchéquie France Russie Espagne | Canada Italie Corée du Sud | France Allemagne Italie États-Unis | France Italie Royaume-Uni |
| Les pays non listés dans ce tableau ont droit à une entrée |                                             |                            |                                    |                           |

## Podiums
| Épreuves                            | Or                                | Argent                         | Bronze                             |
| ----------------------------------- | --------------------------------- | ------------------------------ | ---------------------------------- |
| Messieurs résultats détaillés       | Yuzuru Hanyū                      | Tatsuki Machida                | Javier Fernández                   |
| Dames résultats détaillés           | Mao Asada                         | Ioulia Lipnitskaïa             | Carolina Kostner                   |
| Couples résultats détaillés         | Aljona Savchenko / Robin Szolkowy | Ksenia Stolbova / Fedor Klimov | Meagan Duhamel / Eric Radford      |
| Danse sur glace résultats détaillés | Anna Cappellini / Luca Lanotte    | Kaitlyn Weaver / Andrew Poje   | Nathalie Péchalat / Fabian Bourzat |

## Tableau des médailles
| Rang  | Nation    | Or | Argent | Bronze | Total |
| ----- | --------- | -- | ------ | ------ | ----- |
| 1     | Japon     | 2  | 1      | 0      | 3     |
| 2     | Italie    | 1  | 0      | 1      | 2     |
| 3     | Allemagne | 1  | 0      | 0      | 1     |
| 4     | Russie    | 0  | 2      | 0      | 2     |
| 5     | Canada    | 0  | 1      | 1      | 2     |
| 6     | Espagne   | 0  | 0      | 1      | 1     |
| 6     | France    | 0  | 0      | 1      | 1     |
| Total | Total     | 4  | 4      | 4      | 12    |

## Détails des compétitions

### Messieurs

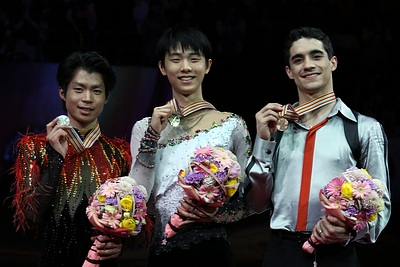
Podium des Messieurs

| 1                                           | Yuzuru Hanyu       | Japon        | 282.59 | 3  | 91.24 | 1  | 191.35 |
| 2                                           | Tatsuki Machida    | Japon        | 282.26 | 1  | 98.21 | 2  | 184.05 |
| 3                                           | Javier Fernández   | Espagne      | 275.93 | 2  | 96.42 | 3  | 179.51 |
| 4                                           | Maksim Kovtun      | Russie       | 247.37 | 7  | 84.66 | 5  | 162.71 |
| 5                                           | Jeremy Abbott      | États-Unis   | 246.35 | 8  | 79.67 | 4  | 166.68 |
| 6                                           | Takahiko Kozuka    | Japon        | 238.02 | 6  | 85.54 | 6  | 152.48 |
| 7                                           | Yan Han            | Chine        | 231.91 | 5  | 86.70 | 11 | 145.21 |
| 8                                           | Max Aaron          | États-Unis   | 225.66 | 9  | 78.32 | 8  | 147.34 |
| 9                                           | Chafik Besseghier  | France       | 224.19 | 10 | 76.80 | 7  | 147.39 |
| 10                                          | Tomáš Verner       | Tchéquie     | 223.14 | 4  | 89.08 | 15 | 134.06 |
| 11                                          | Kevin Reynolds     | Canada       | 215.51 | 15 | 68.52 | 10 | 146.99 |
| 12                                          | Nam Nguyen         | Canada       | 214.06 | 16 | 66.75 | 9  | 147.31 |
| 13                                          | Ivan Righini       | Italie       | 213.09 | 14 | 69.43 | 12 | 143.66 |
| 14                                          | Peter Liebers      | Allemagne    | 211.92 | 11 | 74.02 | 14 | 137.90 |
| 15                                          | Alexei Bychenko    | Israël       | 211.24 | 12 | 69.73 | 13 | 141.51 |
| 16                                          | Kim Jin-seo        | Corée du Sud | 202.80 | 13 | 69.56 | 16 | 133.24 |
| 17                                          | Jorik Hendrickx    | Belgique     | 196.78 | 17 | 65.56 | 18 | 131.22 |
| 18                                          | Elladj Baldé       | Canada       | 195.39 | 22 | 62.84 | 17 | 132.55 |
| 19                                          | Christopher Caluza | Philippines  | 193.23 | 18 | 64.69 | 19 | 128.54 |
| 20                                          | Abzal Rakimgaliev  | Kazakhstan   | 183.55 | 24 | 61.77 | 20 | 121.78 |
| 21                                          | Zoltan Kelemen     | Roumanie     | 176.81 | 20 | 63.23 | 21 | 113.58 |
| 22                                          | Maciej Cieplucha   | Pologne      | 175.97 | 21 | 63.07 | 22 | 112.90 |
| 23                                          | Stéphane Walker    | Suisse       | 163.91 | 19 | 64.40 | 23 | 99.51  |
| Abandon                                     | Michal Brezina     | Tchéquie     |        | 23 | 62.25 |    |        |
| Patineurs éliminés après le programme court |                    |              |        |    |       |    |        |
| 25                                          | Yakov Godorozha    | Ukraine      |        | 25 | 61.53 | NC | NC     |
| 26                                          | Viktor Romanenkov  | Estonie      |        | 26 | 61.14 | NC | NC     |
| 27                                          | Misha Ge           | Ouzbékistan  |        | 27 | 60.34 | NC | NC     |
| 28                                          | Ronald Lam         | Hong Kong    |        | 28 | 60.07 | NC | NC     |
| 29                                          | Kim Lucine         | Monaco       |        | 29 | 58.19 | NC | NC     |
| 30                                          | Viktor Pfeifer     | Autriche     |        | 30 | 57.17 | NC | NC     |
| 31                                          | Justus Strid       | Danemark     |        | 31 | 55.62 | NC | NC     |
| 32                                          | Alexander Majorov  | Suède        |        | 32 | 55.61 | NC | NC     |

### Dames

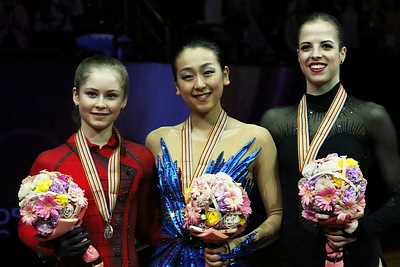
Podium des Dames

| 1                                             | Mao Asada          | Japon        | 216.69 | 1  | 78.66 | 1  | 138.03 |
| 2                                             | Ioulia Lipnitskaïa | Russie       | 207.50 | 3  | 74.54 | 2  | 132.96 |
| 3                                             | Carolina Kostner   | Italie       | 203.83 | 2  | 77.24 | 6  | 126.59 |
| 4                                             | Anna Pogorilaya    | Russie       | 197.50 | 6  | 66.26 | 3  | 131.24 |
| 5                                             | Gracie Gold        | États-Unis   | 194.58 | 5  | 70.31 | 7  | 124.27 |
| 6                                             | Akiko Suzuki       | Japon        | 193.72 | 4  | 71.02 | 8  | 122.70 |
| 7                                             | Ashley Wagner      | États-Unis   | 193.16 | 7  | 63.64 | 4  | 129.52 |
| 8                                             | Polina Edmunds     | États-Unis   | 187.50 | 12 | 60.59 | 5  | 126.91 |
| 9                                             | Park So-youn       | Corée du Sud | 176.61 | 13 | 57.22 | 9  | 119.39 |
| 10                                            | Kanako Murakami    | Japon        | 172.44 | 10 | 60.86 | 10 | 111.58 |
| 11                                            | Kaetlyn Osmond     | Canada       | 170.64 | 8  | 62.92 | 13 | 107.72 |
| 12                                            | Nathalie Weinzierl | Allemagne    | 167.72 | 11 | 60.82 | 15 | 106.90 |
| 13                                            | Gabrielle Daleman  | Canada       | 164.78 | 14 | 55.72 | 11 | 109.06 |
| 14                                            | Joshi Helgesson    | Suède        | 162.91 | 15 | 54.96 | 12 | 107.95 |
| 15                                            | Maé-Bérénice Meité | France       | 158.72 | 9  | 61.62 | 16 | 97.10  |
| 16                                            | Valentina Marchei  | Italie       | 157.64 | 22 | 50.27 | 14 | 107.37 |
| 17                                            | Li Zijun           | Chine        | 150.34 | 16 | 54.37 | 17 | 95.97  |
| 18                                            | Eliska Brezinova   | Tchéquie     | 145.15 | 24 | 49.34 | 18 | 95.81  |
| 19                                            | Brooklee Han       | Australie    | 144.28 | 18 | 53.20 | 19 | 91.08  |
| 20                                            | Anna Ovcharova     | Suisse       | 143.22 | 17 | 54.19 | 20 | 89.03  |
| 21                                            | Natalia Popova     | Ukraine      | 135.05 | 21 | 50.32 | 21 | 84.73  |
| 22                                            | Anne Line Gjersem  | Norvège      | 130.03 | 23 | 49.48 | 22 | 80.55  |
| 23                                            | Kim Hae-jin        | Corée du Sud | 129.82 | 19 | 51.83 | 23 | 77.99  |
| Abandon                                       | Jenna McCorkell    | Royaume-Uni  |        | 20 | 50.56 |    |        |
| Patineuses éliminées après le programme court |                    |              |        |    |       |    |        |
| 25                                            | Nicole Rajičová    | Slovaquie    |        | 25 | 49.24 | NC | NC     |
| 26                                            | Elena Glebova      | Estonie      |        | 26 | 48.09 | NC | NC     |
| 27                                            | Inga Januleviciute | Lituanie     |        | 27 | 47.20 | NC | NC     |
| 28                                            | Kaat Van Daele     | Belgique     |        | 28 | 46.05 | NC | NC     |
| 29                                            | Juulia Turkkila    | Finlande     |        | 29 | 45.57 | NC | NC     |
| 30                                            | Anita Madsen       | Danemark     |        | 30 | 44.15 | NC | NC     |
| 31                                            | Kerstin Frank      | Autriche     |        | 31 | 44.11 | NC | NC     |
| 32                                            | Sonia Lafuente     | Espagne      |        | 32 | 43.94 | NC | NC     |
| 33                                            | Netta Schreiber    | Israël       |        | 33 | 43.39 | NC | NC     |

### Couples

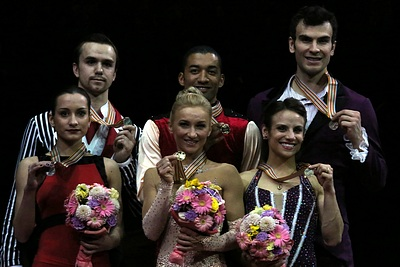
Podium des couples artistiques

| 1                                         | Aljona Savchenko / Robin Szolkowy       | Allemagne   | 224.88 | 1  | 79.02 | 1  | 145.86 |
| 2                                         | Ksenia Stolbova / Fedor Klimov          | Russie      | 215.92 | 3  | 76.15 | 2  | 139.77 |
| 3                                         | Meagan Duhamel / Eric Radford           | Canada      | 210.84 | 2  | 77.01 | 4  | 133.83 |
| 4                                         | Kirsten Moore-Towers / Dylan Moscovitch | Canada      | 205.52 | 6  | 69.31 | 3  | 136.21 |
| 5                                         | Peng Cheng / Zhang Hao                  | Chine       | 194.83 | 5  | 71.68 | 5  | 123.15 |
| 6                                         | Sui Wenjing / Han Cong                  | Chine       | 192.10 | 4  | 72.24 | 9  | 119.86 |
| 7                                         | Vera Bazarova / Yuri Larionov           | Russie      | 189.44 | 7  | 67.41 | 6  | 122.03 |
| 8                                         | Julia Antipova / Nodari Maisuradze      | Russie      | 186.22 | 8  | 66.78 | 10 | 119.44 |
| 9                                         | Stefania Berton / Ondřej Hotárek        | Italie      | 184.28 | 10 | 62.73 | 7  | 121.55 |
| 10                                        | Vanessa James / Morgan Ciprès           | France      | 183.90 | 9  | 64.01 | 8  | 119.89 |
| 11                                        | Marissa Castelli / Simon Shnapir        | États-Unis  | 170.90 | 11 | 60.60 | 11 | 110.30 |
| 12                                        | Paige Lawrence / Rudi Swiegers          | Canada      | 168.88 | 12 | 59.84 | 12 | 109.04 |
| 13                                        | Maylin Wende / Daniel Wende             | Allemagne   | 159.42 | 13 | 58.19 | 13 | 101.23 |
| 14                                        | Felicia Zhang / Nathan Bartholomay      | États-Unis  | 151.78 | 14 | 57.59 | 14 | 94.19  |
| 15                                        | Daria Popova / Bruno Massot             | France      | 142.00 | 15 | 52.50 | 15 | 89.50  |
| 16                                        | Nicole Della Monica / Matteo Guarise    | Italie      | 139.30 | 16 | 51.38 | 16 | 87.92  |
| Couples éliminés après le programme court |                                         |             |        |    |       |    |        |
| 17                                        | Narumi Takahashi / Ryuichi Kihara       | Japon       |        | 17 | 49.54 | NC | NC     |
| 18                                        | Amani Fancy / Christopher Boyadji       | Royaume-Uni |        | 18 | 46.96 | NC | NC     |
| 19                                        | Natalia Zabiiako / Alexandr Zaboev      | Estonie     |        | 19 | 46.11 | NC | NC     |
| 20                                        | Maria Paliakova / Nikita Bochkov        | Biélorussie |        | 20 | 45.29 | NC | NC     |
| 21                                        | Julia Lavrentieva / Yuri Rudyk          | Ukraine     |        | 21 | 44.20 | NC | NC     |
| 22                                        | Miriam Ziegler / Severin Kiefer         | Autriche    |        | 22 | 44.06 | NC | NC     |
| 23                                        | Elizaveta Makarova / Leri Kenchadze     | Bulgarie    |        | 23 | 42.86 | NC | NC     |

### Danse sur glace

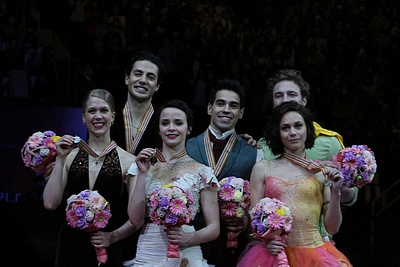
Podium de la danse sur glace

| 1                                               | Anna Cappellini / Luca Lanotte               | Italie      | 175.43 | 1  | 69.70 | 4  | 105.73 |
| 2                                               | Kaitlyn Weaver / Andrew Poje                 | Canada      | 175.41 | 2  | 69.20 | 3  | 106.21 |
| 3                                               | Nathalie Péchalat / Fabian Bourzat           | France      | 175.37 | 3  | 68.20 | 2  | 107.17 |
| 4                                               | Elena Ilinykh / Nikita Katsalapov            | Russie      | 174.38 | 5  | 65.67 | 1  | 108.71 |
| 5                                               | Madison Chock / Evan Bates                   | États-Unis  | 167.59 | 4  | 67.71 | 5  | 99.88  |
| 6                                               | Maia Shibutani / Alex Shibutani              | États-Unis  | 158.57 | 6  | 63.55 | 6  | 95.02  |
| 7                                               | Victoria Sinitsina / Ruslan Zhiganshin       | Russie      | 155.35 | 8  | 62.11 | 8  | 93.24  |
| 8                                               | Piper Gilles / Paul Poirier                  | Canada      | 153.86 | 10 | 59.42 | 7  | 94.44  |
| 9                                               | Penny Coomes / Nicholas Buckland             | Royaume-Uni | 153.66 | 9  | 61.21 | 9  | 92.45  |
| 10                                              | Alexandra Paul / Mitchell Islam              | Canada      | 148.76 | 11 | 57.68 | 10 | 91.08  |
| 11                                              | Nelli Zhiganshina / Alexander Gazsi          | Allemagne   | 148.37 | 7  | 62.27 | 14 | 86.10  |
| 12                                              | Julia Zlobina / Alexei Sitnikov              | Azerbaïdjan | 145.24 | 12 | 57.01 | 11 | 88.23  |
| 13                                              | Gabriella Papadakis / Guillaume Cizeron      | France      | 141.49 | 15 | 55.11 | 13 | 86.38  |
| 14                                              | Charlene Guignard / Marco Fabbri             | Italie      | 140.77 | 17 | 53.98 | 12 | 86.79  |
| 15                                              | Isabella Tobias / Deividas Stagniunas        | Lituanie    | 140.72 | 13 | 55.37 | 15 | 85.35  |
| 16                                              | Sara Hurtado / Adrià Díaz                    | Espagne     | 137.47 | 16 | 55.06 | 17 | 82.41  |
| 17                                              | Alexandra Aldridge / Daniel Eaton            | États-Unis  | 137.37 | 18 | 53.34 | 16 | 84.03  |
| 18                                              | Cathy Reed / Chris Reed                      | Japon       | 136.13 | 14 | 55.18 | 18 | 80.95  |
| 19                                              | Irina Shtork / Taavi Rand                    | Estonie     | 130.38 | 20 | 53.03 | 19 | 77.35  |
| 20                                              | Alisa Agafonova / Alper Ucar                 | Turquie     | 124.02 | 19 | 53.07 | 20 | 70.95  |
| Couples de danse éliminés après la danse courte |                                              |             |        |    |       |    |        |
| 21                                              | Tanja Kolbe / Stefano Caruso                 | Allemagne   |        | 21 | 52.08 | NC | NC     |
| 22                                              | Justyna Plutowska / Peter Gerber             | Pologne     |        | 22 | 51.99 | NC | NC     |
| 23                                              | Frederica Testa / Lukas Csolley              | Slovaquie   |        | 23 | 51.56 | NC | NC     |
| 24                                              | Danielle O'Brien / Gregory Merriman          | Australie   |        | 24 | 51.06 | NC | NC     |
| 25                                              | Ramona Elsener / Florian Roost               | Suisse      |        | 25 | 50.64 | NC | NC     |
| 26                                              | Henna Lindholm / Ossi Kanervo                | Finlande    |        | 26 | 50.61 | NC | NC     |
| 27                                              | Gabriela Kubova / Matej Novak                | Tchéquie    |        | 27 | 50.43 | NC | NC     |
| 28                                              | Dora Turoczi / Balazs Major                  | Hongrie     |        | 28 | 48.49 | NC | NC     |
| 29                                              | Laurence Fournier Beaudry / Nikolaj Sorensen | Danemark    |        | 29 | 48.46 | NC | NC     |
| 30                                              | Allison Reed / Vasili Rogov                  | Israël      |        | 30 | 46.05 | NC | NC     |
| 31                                              | Angelina Telegina / Otar Japaridze           | Géorgie     |        | 31 | 42.85 | NC | NC     |
| 32                                              | Viktoria Kavaliova / Yurii Bieliaiev         | Biélorussie |        | 32 | 41.08 | NC | NC     |
| Forfait                                         | Ekaterina Bobrova / Dmitri Soloviev          | Russie      |        | NC | NC    | NC | NC     |